# Друкпа Кагью
Друкпа Кагью (дзонг-кэ འབྲུག་པ་བཀའ་བརྒྱུད) — одно из главных подразделений школы тибетского буддизма Кагью. В настоящее время базируется в Бутане.

## Основание школы
Традиция Друкпа Кагью началась с Лингчен Репы (Пема Дордже, 1128—1188), ученика Пхагмо Друкпы. Лингчен Репу часто сравнивают с великим индийским махасиддхой Сарахой. Считается, что они оба достигли реализации мгновенно. Цангпа Гьярэ (Еше Дордже, 1161—1211) был его учеником. Он получил титул первого Друкчен Ринпоче, духовного лидера школы. Именно после него друкпа-кагью сформировалась как традиция.
Название «Друкпа» (тиб. འབྲུག, Вайли 'brug — дракон) возникло после того, как в монастыре Нам, основанным им между Лхасой и Цурпху в 1205 году, было явление девяти драконов в небесах. Они «проявились» там, где Цангпа Гьярэ собирался «утвердить» своё «ваджрное место». Этот монастырь стал именоваться Нам Друк, а традиция, основателем которой он стал, — друкпа-кагью.

## Пема Карпо
Пема Карпо, известный тибетский учёный, был четвёртым Друкчен-ринпоче. У него было два перерождения:
1. Шабдрунг Нгаванг Намгьял, который отправился в Бутан распространять традицию друкпа-кагью; стал королём Бутана и объединил страну,
2. Пасанг Вангпо (Йонгзин-ринпоче) распространял традицию в Тибете.

Современным воплощением Пема Карпо и Шабдрунг Нгаванг Намгьяла считался известный наставник Дзогчена, профессор Намхай Норбу. Линия воплощений Пасанг Вангпо в наши дни представлена Гьялванг Друкпа XII.

## ЛинияПасанг Вангпо
Линия преемственности нынешнего Друкчен Ринпоче идёт от Пасанга Вангпо. Он стал главой друкпа-кагью.
У Пема Карпо было два главных ученика: Йонгзин Ринпоче и Чогон Ринпоче. У Йонгзина Ринпоче было, в свою очередь, три выдающихся ученика:
1. Тагцанг Рэпа (был послан в Ладакх утвердить традицию со стороны Индии и основал монастырь Хэмис);

2. Кхампа Карма Темпхэл (1548—1627), первый Кхамтрул-ринпоче — основатель одной из величайших общин практиков, от которой произошли свыше сорока дочерних в провинции Кхам. Он распространял Учение в Кхаме;

3. Кончок Гьялпо, первый Дорзонг Ринпоче (был отправлен утвердить традицию в Китае).
Традиционно рассказывают, что по дороге в Китай на Кончок Гьялпо напали грабители из местечка Ронгми, провинция Кхам. Обобрав, они сбросили его с высокого утёса. Но он «проявился» на этой вершине вновь. Тогда они решили убить его с помощью холодного оружия, но он «проходило» через его тело, не причинив вреда. Видя такую неуязвимость, разбойники искренне поверили в него. Они пригласили его в Ронгми, но Кончок Гьялпо отказался. Тогда они поклялись, что покончат с собой. Он согласился отправиться с ними и основал своё первое место для ретритов — Дордже Дзонг. Поэтому он не смог попасть в Китай. Было предсказано, что если он доберётся до Китая, Учение утвердится. Но этого не произошло.

## Линия Кхамтрула-ринпоче
У Кхамтрула-ринпоче, в свою очередь, было три основных ученика:
1. Друкпа Чоджэл Гьяцо (1578-), первый Дугу Чоджэл;
2. Трульшук Тринлэй Гьяцо, первый в линии Адэу-ринпоче;
3. Зигар Сонам Гьяцо, первый Зигар Ринпоче.

Они были известны как три Гьяцо (тиб. Гьяцо — океан), и сейчас живут их восьмые воплощения.

## Адэу-ринпоче
Адэу Ринпоче, ушедший из жизни 27 июня 2007 года, провёл в тюрьме и на поселениях много лет в тяжёлые для Тибета времена. В тюрьме его и ещё несколько лам спас доктор (китаец, буддист). Адэу Ринпоче — многогранный мастер. Он прошёл серьёзное обучение и выполнил долгие затворничества. Его полностью обучили ученики Шакья Шри (1854—1919).

## Линия Шакья Шри
Тогден Друбванг Шакья Шри, который обучался у великих мастеров Сакья, Ньингма и Кагью, основал и развивил свой орден внутри традиции Друкпа Кагью, открывая ритритные центры и монастыри в Бутане, Тибете, Индии (Ладакх, Лахоул). Среди учителей Тогдена Шакья Шри можно выделить два самых важных Гуру традиции:
- Джамьянг Мипам Ринпоче
- Тертон Адзом Друкпа

Продолжателями его ордена в традиции Друкпа являются Кхандро Тринлэ Чодон (супруга покойного ЕС Шабдрунга Ринпоче) и Сэ Ринпоче — дети Апо Ринпоче. Кхандро Тринлэ Чодон и её брат Сэ Ринпоче дают буддийские учения как для монахов так и для мирян различных азиатских стран, занимаются поддержкой монастырской и ретритной традиции, как и их предки. В настоящее время у Кхандро Ринпоче есть последователи в России, Болгарии и Австралии, она реализует некоторые проекты по развитию и поддержке гималайских регионов, сюда входят образовательные и медицинские проекты.
В России последователем традиции Друкпа Кагью, ордена Шакья Шри является Намджел Лоцава и Анандагарбха, которые занялись продвижением и развитием ордена, продвижением его в социальных сетях ВКонтакте, Телеграм и других, а также в интернете по средством представления новой информации и в том числе переводов и статей.
Благодаря этому активному продвижению и современной  подаче информации о Йогинах этой традиции была издана автобиографическая книга о Друбванге Шакья Шри на русском языке.

## Монастыри
Наиболее значимые монастыри школы:
- Ралунг в центральном Тибете к северу от Бутана
- Друк Сангаг Чёлинг
- Хэмис
- Ташичо-дзонг в столице Бутана Тхимпху
- Пунакха-дзонг в городе Пунакха в Бутане
- Намбрук
- Карданг